# Con trai cưng của mẹ
Con trai cưng của mẹ, (mother's boy, mummy's boy, mama's boy) còn gọi là cục cưng của mẹ hay bị coi là chàng trai yếu đuối là một người đàn ông gắn bó phụ thuộc quá mức vào người mẹ của mình ở độ tuổi mà người đàn ông được mong đợi có cuộc sống độc lập (như sống một mình, độc lập về kinh tế, lập gia đình hoặc chuẩn bị kết hôn). Do chi phí sinh hoạt của một số vùng, đây được xem là một lựa chọn khả thi cho nhiều người đàn ông độc thân, thậm chí cả những cặp vợ chồng mới cưới. Trong thời đại độc lập hiện nay với sự biến động đổi thay không ngừng trong mỗi tầng lớp xã hội loài người, thì đôi lúc hiện tượng này diễn ra phổ biến. Những cậu con trai của mẹ có thể yếu đuối hoặc mang tính nữ, hoặc có chút khí phách nam nhi, hoặc có thể bị rối loạn nhân cách, chẳng hạn như rối loạn nhân cách tránh né, hoặc có thể bị tâm thần phân liệt, để người mẹ phải đóng vai là người nuôi nấng chăm sóc.
Trong thuyết phân tâm học cổ điển của Freud, thuật ngữ Phức cảm Oedipus chỉ đến ham muốn của một đứa trẻ có gắn kết tình dục với cha mẹ khác giới. Sigmund Freud tin rằng sự đồng hóa của một đứa trẻ với cha mẹ cùng giới của mình là giải pháp thành công của phức hợp Oedipus. Nếu nhận dạng này thất bại, cậu bé vẫn là "chàng trai yếu đuối" suốt đời. Trở nên gắn bó với mẹ đôi khi được xem là một dấu hiệu của sự yếu đuối và có sự kỳ thị xã hội gắn liền với nó ở nhiều nơi, mặc dù ở những nơi khác, nó có thể được chấp nhận hoặc coi như bình thường. Một người đàn ông gắn bó với mẹ thường được thấy có sự trao quyền kiểm soát cuộc đời của chính mình cho người mẹ.